# Atletica leggera ai Giochi della I Olimpiade - 800 metri piani
La gara degli 800 metri piani dei giochi della I Olimpiade si tenne il 6 ed il 9 aprile ad Atene, nello Stadio Panathinaiko, in occasione dei primi Giochi olimpici dell'era moderna. Vi parteciparono nove atleti provenienti da cinque nazioni.
Gli 800 metri sono la conversione metrica della distanza delle 880 iarde, all'epoca molto più popolare. I migliori atleti del mondo (tutti anglosassoni) corrono la distanza in meno di 1'56"0. La migliore prestazione mondiale del 1895 sul mezzo miglio è stata ottenuta nel meeting tenutosi al Manhattan Fields di New York il 29 settembre, dove la rappresentativa del New York Athletic Club si confrontò con una rappresentativa britannica sotto i colori del London Athletic Club. Lo statunitense Charles Kilpatrick fermò i cronometri su 1'53”4. Nessun atleta statunitense si è iscritto alla gara.

## Risultati

### Batterie
Le gare di qualificazione degli 800 metri si tengono il 6 aprile. 

I nove concorrenti sono divisi in due gruppi. I primi due di ogni batteria si qualificano per la finale del 9 aprile.

#### I batteria
| Pos | Nazione     | Atleta          | Tempo  |
| --- | ----------- | --------------- | ------ |
| Q   | Australia   | Edwin Flack     | 2'10"0 |
| Q   | Ungheria    | Nándor Dáni     | 2'10"2 |
| 3   | Germania    | Fritz Traun     | n/d    |
| 4   | Regno Unito | George Marshall | n/d    |

#### II batteria
| Pos | Nazione | Atleta                | Tempo  |
| --- | ------- | --------------------- | ------ |
| Q   | Francia | Albin Lermusiaux      | 2'16"6 |
| Q   | Grecia  | Dīmītrios Golemīs     | 2'16"8 |
| 3   | Francia | Georges de la Nézière | n/d    |
| 4   | Grecia  | Angelos Fetsis        | n/d    |
| 5   | Grecia  | Dimitrios Tomprof     | n/d    |

### Finale
Albin Lermusiaux non si presenta alla partenza per partecipare alla maratona, che si corre il giorno dopo.

Il primo giro viene coperto in 65"5 da Flack, che ha dietro di sé l'ungherese Dáni. L'australiano riesce a prevalere sul rettilineo finale.
| Pos     | Paese     | Atleta            | Età | Tempo   |
| ------- | --------- | ----------------- | --- | ------- |
| Oro     | Australia | Edwin Flack       | 22  | 2'11"0  |
| Argento | Ungheria  | Nándor Dáni       | 24  | 2'11"8e |
| Bronzo  | Grecia    | Dīmītrios Golemīs | 21  | 2'28"0e |
| -       | Francia   | Albin Lermusiaux  | 21  | dns     |